# Figueira Pavão
Figueira Pavão (crioll capverdià Figéra Pavon) és una vila al sud-est de l'illa de Fogo a l'arxipèlag de Cap Verd. Està situada 20 kilòmetres a l'est de São Filipe i 3 kilòmetres al sud-oest de Cova Figueira.